# Michael Wenzlaff
Michael Wenzlaff (* 26. Mai 1968) ist ein ehemaliger deutscher Basketballspieler.

## Laufbahn
Wenzlaff spielte in der Jugend von Bayer Leverkusen, in der Saison 1987/88 kam er in der Bundesliga-Mannschaft der Rheinländer auf sieben Einsätze. Er wechselte 1988 innerhalb der Bundesliga zum MTV 1846 Gießen und bestritt für den MTV in seiner einzigen Saison in Mittelhessen (1988/89) 17 Spiele mit einem Mittelwert von 1,9 Punkten je Begegnung.
Im weiteren Verlauf spielte der 1,96 Meter große Flügelspieler in den Vereinigten Staaten am Orange Coast College (1990–1992) sowie am Whittier College (1992–1996) und absolvierte ein Studium in den Fächern Geschichte und Psychologie. Nach seiner Rückkehr nach Deutschland spielte er bei den Zweitligisten TK Hannover sowie Forbo Paderborn und übernahm mittels seiner Firma Sportlights GmbH auch geschäftsführende Aufgaben.
Anschließend wurde Wenzlaff im Immobiliengeschäft tätig.